# Antony Auclair
Antony Auclair (Notre-Dame-des-Pins, 28 maggio 1993) è un ex giocatore di football americano canadese che ha militato nel ruolo di tight end nella National Football League (NFL).

## Carriera

### Tampa Bay Buccaneers
Auclair firmò con i Tampa Bay Buccaneers il 1º maggio 2017 dopo non essere stato scelto nel Draft. Riuscì ad entrare nei 53 uomini del roster per l'inizio della stagione regolare, l'unico undrafted free agent a riuscirvi.
Il 5 novembre 2019, Auclair fu inserito in lista infortunati.
Auclair rifirmò con i Buccaneers un contratto annuale il 18 marzo 2020. Fu inserito in lista infortunati il 18 settembre 2020 per un problema a un polpaccio. Tornò nel roster attivo il 31 ottobre. A fine stagione vinse il Super Bowl LV senza però scendere in campo nella finalissima

### Houston Texans
Il 14 aprile 2021 Auclair firmò con gli Houston Texans.

## Palmarès
- Super Bowl : 1

Tampa Bay Buccaneers: LV
- National Football Conference Championship: 1

Tampa Bay Buccaneers: 2020